# سيلوفايسيات
السويلوفيسيات (الاسم العلمي: Coelophysoidea) وتعني («العظايا المجوفة»)، وهي ديناصورات شائعة خلال العصر الثلاثي المتأخر والعصر الجوراسي المبكر. وكانت منتشرة جغرافيا، وربما في جميع القارات. كانت نحيلة الشكل، وآكلة للحوم، وتشابه السيلوروصوريات، التي تم تصنيفها معه بالسابق. بعض الأنواع لها قمم جمجمية مدببة. يتراوح طولها تقريبا من 1 إلى 6 م. ولم يعرف عن أي نوع من الأغطية الخارجية كان تملك، وقد صورها العديد من الفنانين على أنها إما حَرْشَفِيّة أو ذات ريش. يعتقد أن بعض الأنواع تعيش في مجموعات، وذلك بسبب عندما تم العثور عليها في بعض المواقع كجماعات.
من الأمثلة على السويلوفيسيات: السويلوفيسس وأنيق الفك الأولي والليلينسترنس. معظم الديناصورات التي كانت يُشار إليها سابقًا بأنها في التصنيف المبهم "Podokesauridae" تصنف حاليا بأنها سويلوفيسيات.